# Sľažany
Sľažany este o comună slovacă, aflată în districtul Zlaté Moravce din regiunea Nitra. Localitatea se află la altitudinea de 198 m deasupra n.m., se întinde pe o suprafață de 16 km2 și în 2017 număra 1.707 locuitori.

## Istoric
Localitatea Sľažany este atestată documentar din 1156.

## Demografie
| An:                | 1994 | 2004   | 2014   | 2024   |
| ------------------ | ---- | ------ | ------ | ------ |
| Număr de persoane: | 1711 | 1704   | 1719   | 1690   |
| Diferență:         |      | −0,40% | +0,88% | −1,68% |

| An:                | 2023 | 2024   |
| ------------------ | ---- | ------ |
| Număr de persoane: | 1688 | 1690   |
| Diferență:         |      | +0,11% |